# Concorde (fiets)
Concorde is een Nederlands merk van racefietsen. In de jaren 70 werd het merk in de markt gezet door Veltec/Rentmeester, een bedrijf dat handelde in fietsen en fietsaccessoires. 2009 was het laatste jaar dat Concordes verkocht werden door Veltec. In 2012 ging Veltec zelf failliet. In 2014 is Concorde overgenomen door de Nederlandse onderneming Intersens Bikes & Parts BV in Almelo. Eind 2015 is Concorde opnieuw gelanceerd via Nederlandse en Belgische dealers, in eerste instantie met modellen van Sensa. In 2018 of 2019 is het merk weer van de markt verdwenen.
De fabrikant levert compleet afgemonteerde racefietsen. In de beginjaren werden veel Concorde frames opgebouwd met stalen buizen. Concorde produceerde in de latere jaren frames van aluminium, aluminium-scandium legering en carbon. Tegenwoordig wordt enkel nog gebruik gemaakt van aluminium en carbon voor de frames.

## Frames en materiaal
Ten tijde van Veltec fabriceerde Concorde niet zelf de frames. Frames werden volgens specificatie betrokken bij andere fabrikanten, zoals Billato en Ciöcc. De frames van hogere kwaliteit kwamen vaak uit Italië. De andere frames werden vaak betrokken uit België of de VS, in latere tijden waarschijnlijk uit China. Het opbouwen gebeurde bij Veltec in Valkenswaard.
De Italiaanse fabrikanten waren bij de weinige fietsfabrikanten in Italië die fietsen van carbon en scandium-aluminium produceerden. Stalen fietsen en frames produceerde Concorde later niet meer, omdat dat als materiaal voor sportfietsen vanwege de relatief hoge soortelijke massa als materiaal voor fietsen minder geschikt is. Stalen frames waren hierdoor ook niet leverbaar vanuit China. Vanwege de beschikbaarheid van lichtere hoogwaardige materialen was het ook niet meer nodig om stalen frames te produceren.
Door de diversiteit van fabrikanten die gebruikt werd, was er ook een grote diversiteit aan specificaties. De meeste frames hadden bijvoorbeeld Engelse draad in het bottombracket, maar er waren er ook met Italiaanse draad in het bottombracket. Dit soort kleinere details was vaak afhankelijk van de framefabrikant.
Van 2015 tot 2018 werden de frames in eigen huis door Intersens Bikes & Parts BV ontwikkeld. De fabricage ging volgens eigen specificatie en standaarden. Hierdoor is het voor dealers makkelijker om achteraf onderhoud te plegen of onderdelen te vervangen.
De fietsen worden verder, in Nederland, opgebouwd met delen van veelal Shimano en andere bekende leveranciers.

## Sponsoring
Concorde heeft in het verleden profploegen uit de UCI ProTour, de hoogste divisie van het wielrennen, van materiaal voorzien. Van 1986 tot 1992 bestond het PDM-Concorde team. In 1987 werd Pedro Delgado op veertig seconden van Stephen Roche tweede in de Tour de France op een fiets van Concorde. Ook Steven Rooks, Gert Jakobs en Gert-Jan Theunisse zijn uitgekomen voor PDM-Concorde. Steven Rooks werd in 1988 tweede in de Tour de France, achter Pedro Delgado, die intussen voor een ander team reed.
Voor een aantal jaar tussen 2000 en 2010 heeft Veltec nog een Granfondo-team gesponsord onder de naam Veltec. Dit team bestond uit Elite-renners zonder profcontract.

## Veltec
Veltec is in 1965 opgericht als Rentmeester. Een korte periode heette het bedrijf Veltec-Rentmeester. Sinds 1993 heette het Veltec Benelux. Het was importeur en distributeur in fietsen, fietskleding en fietsaccessoires. Naast Concorde voerden ze andere bekende merken als American Eagle mountainbikes en Ultima kleding. In 2012 raakte het bedrijf het distributeurschap kwijt van Cervélo, Wilier en Sidi. Kort daarna is het failliet gegaan, en de activiteiten zijn per 1 januari 2013 gestopt.

## Intersens Bikes & Parts BV
Intersens Bikes & Parts is een Nederlandse fabrikant van fietsen. Naast Concorde vallen ook Sensa, Target en Supra onder de paraplu van Intersens Bikes & Parts. De fabriek met eigen ontwikkelafdeling is gevestigd in Almelo. Op deze locatie worden elk jaar vele fietsen met de hand geassembleerd en verzonden naar dealers door heel Europa.